# Ilaria Broggini
Ilaria Broggini (* 3. Mai 1995 in Varese) ist eine italienische Ruderin.

## Karriere
Ilaria Broggini begann 2008 mit dem Rudersport und startete 2012 im Achter bei den Junioren-Weltmeisterschaften in Plowdiw. Zusammen mit Serena Lo Bue, Silvia Terrazzi, Beatrice Arcangiolini, Ludovica Lucidi, Chiara Ondoli, Sandra Celoni, Giorgia Lo Bue und Federica Cesarini gewann sie die Bronzemedaille hinter den Booten aus Rumänien und den Vereinigten Staaten. Ein Jahr später machte sie bei den Junioren-Europameisterschaften 2013 einen Doppelstart im Vierer ohne Steuerfrau und im Achter. Im Vierer ohne gewann sie mit Silvia Terrazzi, Sandra Celoni und Veronica Calabrese die Bronzemedaille hinter den Rumäninnen und Weißrussinnen. Ebenfalls hinter den Rumäninnen gewannen die vier als Teil des italienischen Achters die Silbermedaille. Bei der anschließenden Junioren-Weltmeisterschaft gewann sie erneut die Bronzemedaille im Achter.
2014 ging sie zusammen mit Elsa Carparelli, Erika Faggin, Sandra Celoni, Laura Basadonna, Veronica Calabrese, Sara Barderi, Benedetta Bellio und Franziska Goller im Achter bei den Europameisterschaften in Belgrad an den Start. Sie belegten den dritten Platz im B-Finale, was in der Endabrechnung Platz neun bedeutete. Anschließend startete sie auch bei den U23-Weltmeisterschaften im Achter. Im Hoffnungslauf belegten sie mit etwas mehr als einer Sekunde Rückstand auf die Polinnen den fünften Platz. Da nur die ersten vier Boote sich für das Finale qualifizierten, schied der italienische Achter als siebtes Boot aus. Beim zweiten Ruder-Weltcup der Saison 2015 im heimischen Varese ging sie mit Veronica Calabrese im Zweier ohne Steuerfrau an den Start. Die beiden belegten den zweiten Platz im C-Finale und schlossen damit den Wettbewerb auf dem 14. Platz ab. Anschließend starteten die beiden auch bei den U23-Weltmeisterschaften in Plowdiw, wo sie das B-Finale gewannen und am Ende den siebten Platz belegten.
Nachdem sie 2016 nicht international zum Einsatz gekommen war, belegte sie 2017 mit Veronica Calabrese, Aisha Rocek und Caterina Di Fonzo den vierten Platz bei den Europameisterschaften im Vierer ohne Steuerfrau. Bei den U23-Weltmeisterschaften belegte sie mit dem Achter den zweiten Platz im B-Finale, was in der Endabrechnung Platz acht bedeutete. Zum Abschluss der Saison stieg sie wieder mit Veronica Calabrese in den Zweier ohne Steuerfrau. Die beiden gewannen das B-Finale der Weltmeisterschaften und wurden so siebte. Auch beim zweiten Weltcup der Saison 2018 in Linz/Ottensheim starteten die beiden wieder im Zweier ohne. Es gelang ihnen sich für das A-Finale zu qualifizieren, in dem sie als fünfte die Ziellinie überquerten. Für die Europameisterschaften stieg sie in den Vierer ohne, dieses Mal zusammen mit Veronica Calabrese, Aisha Rocek und Giorgia Pelacchi. Die vier fuhren als Zweite im B-Finale über die Ziellinie und belegten so den achten Platz. In derselben Kombination wurden sie Vierte im B-Finale der Weltmeisterschaft, die sie so auf Platz 10 beendeten.

## Internationale Erfolge
- 2012: Bronzemedaille Junioren-Weltmeisterschaften im Achter
- 2013: Silbermedaille Junioren-Europameisterschaften im Achter
- 2013: Bronzemedaille Junioren-Europameisterschaften im Vierer ohne Steuerfrau
- 2013: Bronzemedaille Junioren-Weltmeisterschaften im Achter
- 2014: 9. Platz Europameisterschaften im Achter
- 2014: 7. Platz U23-Weltmeisterschaften im Achter
- 2015: 7. Platz U23-Weltmeisterschaften im Zweier ohne Steuerfrau
- 2017: 4. Platz Europameisterschaften im Vierer ohne Steuerfrau
- 2017: 8. Platz U23-Weltmeisterschaften im Achter
- 2017: 7. Platz Weltmeisterschaften im Zweier ohne
- 2018: 8. Platz Europameisterschaften im Vierer ohne
- 2018: 10. Platz Weltmeisterschaften im Vierer ohne